# 霹雳-21空空导弹
霹雳-21空空导弹是中国正在研制中的一款配备主动电子扫描的空对空导弹，具备视距外打击的能力。在解放军的作战体系中，霹雳-21的地位约等于美军的AIM-260和俄罗斯的R-37。

## 发展及历史
2016年11月，中国测试了一枚超远距离空对空导弹，当时外界认为可能是霹雳-17或霹雳-21。根据披露的数据来看，霹雳-21的射程大约为300公里。

## 使用者
中华人民共和国
- 中国人民解放军空军
- 中国人民解放军海军航空兵